# Werner Krauss
Werner Krauss, född 23 juni 1884 i Gestungshausen nära Coburg, Bayern, död 20 oktober 1959 i Wien, Österrike, var en tysk skådespelare, känd bland annat för titelrollen i Doktor Caligaris kabinett (1920). Krauss spelade ofta roller som mycket motbjudande karaktärer, något han ansågs göra på ett mästerligt vis. Hans tolkning av Shylock i Köpmannen i Venedig i olika teateruppsättningar blev särskilt berömd. På 1930-talet inledde han ett samarbete med den nytillträdda tyska nazistregimen och utnämndes till president för Reichstheaterkammer (1933–1935) och staatsschauspieler. 
I augusti 1934 publicerades ett upprop formulerat av Joseph Goebbels i NSDAP:s partiorgan Völkischer Beobachter. I korthet handlade detta om att offentligt visa Führern sin trohet. Det var undertecknat av namnkunniga författare, bildkonstnärer, konsthistoriker, arkitekter, skådespelare, musiker och tonsättare. Bland dem fanns Werner Krauß. Mot slutet av andra världskriget återfanns Krauß på propagandaministeriets lista över "gudabenådade" kulturskapare, den så kallade Gottbegnadeten-Liste, vilket skänkte honom ett extra skydd av staten och befriade honom från militär verksamhet.  
Efter andra världskrigets slut fördömdes han för sina roller i propagandafilmer, i synnerhet Jud Süss 1940 där han porträtterade flera judiska stereotyper på ett synnerligen antisemitiskt vis. Han förbjöds därefter att verka i Tyskland under flera års tid.
Den judiske regissören och skådespelaren Fritz Kortner som gått i exil från Tyskland under Tredje riket beskrev Krauss på följande vis:
| ” | -En nazist och ett svin (schweinehund). Men en stor skådespelare! | „ |

## Filmografi (i urval)
- 1916 – Hoffmanns Erzählungen
- 1920 – Doktor Caligaris kabinett
- 1921 – Den stora cirkusattraktionen
- 1921 – Bröderna Karamansov
- 1921 – Danton
- 1922 – Den brinnande åkern
- 1922 – Othello
- 1925 – Den glädjelösa gatan
- 1925 – Hycklaren
- 1926 – Studenten från Prag
- 1932 – Mannen utan namn
- 1938 – Robert Koch - dödens bekämpare
- 1940 – Jud Süss
- 1941 – Annelie - ett livs historia
- 1943 – Paracelsus
- 1950 – Fallande stjärnor